# Pandanus patina
Pandanus patina är en enhjärtbladig växtart som beskrevs av Ugolino Martelli. Pandanus patina ingår i släktet Pandanus och familjen Pandanaceae. Inga underarter finns listade.